# MGTOW

Le logo MGTOW est un losange jaune comportant une signalétique indiquant un changement de voie.

MGTOW est le sigle de Men Going Their Own Way, qui peut se traduire en français par : « hommes suivant leur propre voie (ou chemin) ». L'expression désigne un phénomène social d'hommes qui souhaitent se désengager des relations hommes-femmes, qu'ils jugent défavorables, notamment du mariage et de la paternité. Il s'agit d'une démarche individuelle, et non d'un mouvement ou parti. Il ne faut pas le confondre avec le phénomène des incels, hommes involontairement célibataires.
Ce phénomène fait partie de la manosphère et plus largement de la sphère masculiniste, misogyne, antiféministe et haineuse.
MGTOW se prononce MIG-TAU, ou MIG-TAO.

## Origines
Le journaliste Mack Lamoureux a écrit dans Vice que  « l'histoire de la communauté MGTOW est trouble, mais il ne fait aucun doute que le mouvement est né au début des années 2000 et a été créé par deux hommes qui se font appeler Solaris et Ragnar ».
Depuis sa création, le mouvement a essaimé dans les pays anglophones occidentaux comme les États-Unis, le Canada, l'Australie et la Grande-Bretagne. D'après MGTOW.com, l'épicentre des « hommes choisissant leur voie » est à Toronto, parce que c'est « le pire endroit au monde où être un homme ».
L'anthropologue des médias américaine Jie Liang Lin écrit que, bien que les origines de MGTOW ne soient pas claires, il semble avoir émergé du « phénomène de la pilule rouge », une métaphore utilisée par les antiféministes pour « se réveiller aux maux gynocentriques de la société ».
Cependant, l'idée d'hommes faisant leur valise pour abandonner les femmes est plus vieille que les MGTOW ; le site Web MGTOW affirme lui-même que Jésus-Christ lui-même aurait été l'un des premiers hommes à suivre sa propre voie.
En France, les premiers groupes MGTOW se constituent à partir de 2015.

## Définition
MGTOW est l'acronyme de « Men Going Their Own Way » (en français : (Des) hommes suivant leur propre voie). Ce nom fait référence au célibat volontaire revendiqué par les membres se réclamant de ce mouvement,.
Bien que les MGTOW prônent le célibat, il n'est pas nécessaire d'être célibataire pour être qualifié de MGTOW. Certains MGTOW ont des relations à court terme, des relations sexuelles avec des travailleuses du sexe ou se livrent à la masturbation. Il existe également des MGTOW qui choisissent de conserver leur virginité.

## Positionnement

### Positionnement masculiniste
Ce mouvement, qui fait partie de la sphère masculiniste, est considéré par ses détracteurs et divers chercheurs comme misogyne, antiféministe et haineux,,,,,,.
Le Southern Poverty Law Center a identifié la communauté MGTOW comme un groupe suprémaciste masculin, en la plaçant « aux frontières de la communauté incel haineuse ». Les « hommes qui suivent leur propre chemin » se présentent comme des séparatistes masculins et ont choisi de se soustraire entièrement à l'influence des femmes.
Les MGTOW s'expriment notamment dans la bulle de filtres de la manosphère (sur internet et les réseaux sociaux). Manoel Horta Ribeiro et al. (2020) soutiennent également que « les communautés plus douces et plus âgées, telles que les Pick-Up Artists et les militants pour les droits des hommes, cèdent la place à des communautés plus extrémistes comme les Incels et les Men Going Their Own Way, avec une migration substantielle d'utilisateurs actifs ». Leur analyse suggère aussi que ces nouvelles communautés sont plus toxiques et misogynes que les anciennes.

### Positionnement politique
Se revendiquant apolitique, le mouvement MGTOW a cependant été associé au libertarianisme de droite et à l'alt-right.

## Idéologie
L'ambition déclarée des MGTOW est de couper court aux idées collectives sur ce qu'un homme est censé être.

### Point de vue des MGTOW sur les femmes et la société
Les MGTOW utilisent le terme gynocentrisme pour décrire les conditions qui favorisent les femmes par rapport aux hommes et cherchent à s'y opposer. Les MGTOW pensent qu'il existe un système gynocentrique avec un préjugé contre les hommes qui implique la présence de deux poids deux mesures dans les rôles de genre, un préjugé contre les hommes dans les jugements de divorce, un manque d'intérêt social pour les hommes faussement accusés de viol et absence de conséquences pour ceux qui les accusent à tort.
Convaincus que la société est montée contre les hommes, les MGTOW préconisent de ne pas avoir de relation sérieuse avec les femmes. D’après eux, le système est impossible à changer, les moyens légaux ne sont donc pas envisageables pour faire respecter les droits des hommes spoliés par les femmes.
Les partisans de MGTOW s'abstiennent également souvent d'avoir des relations sexuelles afin d'éviter de fausses accusations. Selon 20 Minutes, les hommes MGTOW se voient à la traîne des femmes, qu'il s'agisse de questions financières, d'allégations de sexisme ou de la vie quotidienne.
Dans les groupes MGTOW, les idées communes de la manosphère sur les modèles de comportement des femmes dans les relations avec les hommes sont courantes. Selon les membres de la communauté :
- les femmes jeunes et attirantes sont sujettes à la promiscuité et à l'hypergamie, c'est-à-dire qu'elles ont des relations sexuelles avec un grand nombre de partenaires et quittent un homme si un autre homme, qu'elles jugent plus intéressant, s'intéresse à elles ;
- les femmes s'intéressent le plus aux mâles alpha qui sont attirants mais traitent mal les femmes, et ces contacts avec les hommes alpha rendent les femmes féministes ;
- lorsqu'une femme commence à vieillir, elle choisit un homme « bêta » qui la soutient financièrement, mais elle refusera d'avoir des relations sexuelles avec cet homme, en le trompant parfois avec d'autres hommes plus attirants ;
- enfin, selon l'idéologie MGTOW, les femmes divorcent par la suite de leur mari et les tribunaux prennent leur parti, ce que les représentants du mouvement considèrent comme un privilège des femmes[A 3],[A 4]

### Point de vue des MGTOW sur le féminisme
Solaris et Ragnar affirment dans leur manifeste MGTOW que le féminisme est anti-hommes et que les hommes devraient y échapper.
Les MGTOW tournent en dérision les féministes et voient les chevaliers blancs (hommes « chevaleresques » envers les femmes), « Social Justice Warriors », ceux qui sont pro-LGBT et soutiennent des safe spaces, comme des obstacles à la propriété de soi des hommes.

### Métaphore des pilules rouge et bleue
Les hommes de la communauté MGTOW utilisent un jargon spécifique, notamment la métaphore des pilules rouges et bleues empruntée au film Matrix,,.
Selon ce jargon, les hommes qui ont pris la pilule bleue sont les hommes qui acceptent sans critique l'idée que la société discrimine les femmes, tandis que les Red Pillers, les hommes qui ont pris la pilule rouge, estiment que ce sont les hommes qui sont les plus défavorisés. Pour preuve, ils évoquent de fausses accusations de viol, des disparités dans la durée des peines de prison — 63 % plus longue pour les hommes, en moyenne — et des écarts dans les inscriptions à l'université, où les femmes sont plus nombreuses que les hommes de 12 %.
Enfin, embrasser l'idéologie de la « pilule noire » consiste à entrer dans la misogynie violente.

### Constat de chroniqueurs
Selon le chroniqueur Martin Daubney, les membres de la communauté MGTOW pensent et concluent que la somme du coût-avantage et du bénéfice-risque du mariage ainsi que des relations sentimentales avec les femmes, est devenue défavorable et trop risquée pour les hommes, notamment en raison de la possibilité supposée d'être accusé à tort d'agression sexuelle ou de viol.
Kay Hymowitz déclare que, si certains hommes s'identifiant au MGTOW expriment leur mécontentement, c'est parce qu'ils considèrent que les femmes sont dans une majorité écrasante hypergames et manipulatrices, et qu'elles estiment elles-mêmes logique que les femmes jouissant de l'égalité des sexes n'aient pas à s'en plaindre et à la rejeter quand elle concerne des cadres spécifiquement avantageux pour elles, comme les rencontres sentimentales ou sexuelles (« Les femmes peuvent adopter une approche de « menu chinois » pour les rôles de genre. Elles peuvent toutes être laisse-moi payer pour les billets de cinéma le vendredi soir, puis une seule rose ? C'est tout ? le jour de la Saint-Valentin. »).
Le journaliste du Business Insider Dylan Love écrit que « un MGTOW pleinement développé (il existe en effet plusieurs degrés) rejette toute relation avec une femme : à court terme, long terme, relation amoureuse ou autre. Il finit par fuir la société dans son ensemble ».
Sur le site d'informations australien News.com.au, Corrine Barraclough estime que MGTOW « est une émanation du mouvement des droits des hommes, mais plutôt que de rester coincés et de s'attaquer aux problèmes, ces gars ont juré de rester à l'écart des femmes, d'arrêter de sortir ensemble et de ne pas avoir d'enfants.»
Le philosophe et sociologue autiste Josef Schovanec postule, dans son essai Nos intelligences multiples, que la communauté MGTOW regroupe un nombre important d'hommes autistes. Il cite la volonté de poursuivre l'exploration d'un centre d'intérêt spécifique (élément de la culture autiste) comme facteur de motivation au refus d'une vie de couple, aux côtés des mauvaises expériences de couple passées, précisant qu'en parallèle, les femmes autistes suivent probablement le même raisonnement.

### Stades du MGTOW
Selon le journaliste Mack Lamoureux, différents stades de MGTOW existent : 
- stade 0 : prise de conscience de discriminations contre les hommes et rejet du mensonge que constituerait l'égalité entre les sexes ;
- stade 1 : rejet des relations de couple à long terme ;
- stade 2 : rejet des relations de couple à court terme et à long terme ;
- stade 3 : désengagement économique, recherche d'une vie minimaliste ;
- stade 4 : désengagement social par refus des interactions avec la société dans son ensemble.

### Sous groupes

#### Hommesmoines
Mack Lamoureux signale l'existence d'un sous-groupe de MGTOW ayant choisi le célibat et l'abstinence portant le nom de Men Going Monks (« les hommes devenant moniaux »).

#### Hommes herbivores
Selon Roselina Salemi, journaliste à La Repubblica, le concept japonais des « hommes herbivores » est un sous‑ensemble de MGTOW (bien que son apparition soit chronologiquement antérieure à l'apparition effective du phénomène MGTOW tel qu'il est conceptualisé dans le reste du monde, ses premières mentions dans les grands médias japonais remontant à au moins octobre 2006 — dénommé simplement « herbivore » dans un premier temps par le chroniqueur et rédacteur en chef Fukasawa Maki, puis complété par « homme herbivore » dans le numéro du 5 avril 2008 de la publication du périodique féminin japonais non-no (en) par la Shueisha).
Mack Lamoureux voit les hommes herbivores comme une conséquence des conditions socio‑économiques au Japon et le mouvement MGTOW comme un choix idéologique. Dans un article pour le DELFI, les MGTOW sont décrits comme une réaction contre les lois féministes occidentales tandis que les hommes herbivores sont une réponse contre les rôles traditionnels au Japon, y compris celui du salaryman.

## Différences entre MGTOW et d'autres groupes de la manosphère
MGTOW est un mouvement séparatiste masculin qui se concentre sur des actions individualistes et autonomes par opposition aux actions collectives traditionnelles typiques des militants pour les droits des hommes et des Incels.

### Différences entre MGTOW et incels
La différence la plus importante entre MGTOW et incel est le fait qu'un incel est un « célibataire involontaire », il subit le célibat et veut avoir des relations sexuelles alors qu'un MGTOW est un « célibataire volontaire », il choisit de lui-même d'exclure les femmes de son mode de vie,.
Dans Slate, Francis Dupuis-Deri explique que « Les incels sont plus jeunes et davantage dans une logique aristocratique. En tant qu'hommes de telle caste, les femmes hétéro leur doivent de la sexualité sous peine d'être punies ».

### Différences entre MGTOW et mouvement pour les droits des hommes
Le  mouvement MGTOW se distingue des MRA (Men Rights activists) par le fait que les MGTOW préfèrent se concentrer sur le concept de maîtriser sa vie plutôt que de changer le statu quo par le militantisme.
À l'inverse des activistes des droits des hommes qui utilisent le lobbying politique pour défendre leur cause, les MGTOW ne se considèrent pas comme un mouvement et privilégient la responsabilité individuelle. Ils refusent d'interagir avec l'État qu'ils jugent corrompu par les femmes, et préfèrent la discrétion des réseaux sociaux, ce qui les fait passer sous les radars des autorités.
Contrairement aux militants des droits des hommes (MRA), les MGTOW ne cherchent pas à changer la société, mais à se distancier de la société. Futrelle écrit que les MGTOW ont « largement abandonné » les problèmes de préoccupation des MRA, tels que les accusations de suicide et de viol d'hommes, « pour se concentrer presque entièrement sur le signalement des plaintes ».
Selon l'un des fondateurs de MGTOW.com, avec qui Lamoureux a discuté, lui a dit que les MRA combattent le « feu par le feu » tandis que les MGTOW préfèrent combattre le feu « avec de l'eau »[réf. nécessaire].
Contrairement aux MRA, les MGTOW n'autorisent pas les femmes à entrer dans leur cercle.

### Différences entre MGTOW et communauté de la séduction
MGTOW a un mépris réciproque pour la communauté de la séduction.  Les PUA (acronyme de « Pick-Up Artists » utilisé pour décrire les membres des communautés de séduction) critiquent le mouvement MGTOW qu'il trouve dogmatique, contraire à la nature humaine et comparant la philosophie MGTOW avec le séparatisme féministe. Selon le journaliste Mack Lamoureux, la communauté de la séduction juge l'approche MGTOW comme étant défaitiste : « MGTOW est devenu un club des cœurs brisés pour ceux qui refusent d'assumer leurs rôles d'hommes ».  Les MGTOW trouvent les PUA encore trop dépendants des femmes.

## Critiques
Dans un article de HuffPost Canada, Leah Morrigan dénonce Sandman, fondateur du site mgtow.com, qui a qualifié dans ses vidéos des femmes de « putes manipulatrices et menteuses », en proclamant sa haine  à leur égard, en faisant du slut-shaming, en se montrant grossophobe et âgiste envers les femmes tout en se plaignant d'être célibataire.
Stéphanie Lamy, cofondatrice du collectif Abandon de Famille - Tolérance Zéro !, ajoute qu'ils sont vus comme des « bêtas » par les autres mouvements masculinistes.6. Mais ces autres mouvements, sont aussi vus comme des mouvements d'hommes bêtas par les MGTOW.
La chercheuse Barb MacQuarrie, qui a décrit la communauté comme « non informée », a déclaré : « Ils n'ont aucune capacité réelle d'identifier les forces mondiales qui sont à l'œuvre dans leur vie, alors ils accusent les féministes », et interagissent avec d'autres « désillusionnés » et les « hommes marginalisés » où ils utilisent une rhétorique « déplorable ». Elle dit que les défenseurs de MGTOW montrent « un manque total d'auto-réflexion » et que leur décision d'adopter « des modes de vie séparatistes » loin des femmes est « pathétique ».
MacQuarrie a résumé leurs points de vue avec le commentaire : « Ils ne font que renforcer des perceptions vraiment déformées de ce qui se passe dans le monde. Ils se limitent sciemment à une vie d'isolement et de nombreuses limitations. C'est triste ».
Louis Chahuneau pense que le paradoxe des MGTOW est de vouloir s'affranchir des femmes tout en cultivant une obsession pour elles.
Il est à noter que mouvement MGTOW, qui comptait une centaine de milliers de membres, a été banni du réseau social reddit car "misogyne" et "prônant la haine des femmes". Ce n'est cepedant pas l'avis de la communauté MGTOW.

### Sources universitaires
1. 1 2  (en) Jie Liang Lin, « Antifeminism Online », dans Digital Environments, Urte Undine Frömming, Steffen Köhn, Samantha Fox,  et Mike Terry, 2017, 268 p. (ISBN 978-3-8394-3497-0, lire en ligne), p. 77–96.
2. ↑  (en) Manoel Horta Ribeiro, Jeremy Blackburn, Barry Bradlyn et Emiliano De Cristofaro, « The Evolution of the Manosphere Across the Web », 15th International Conference on Web and Social Media,‎ 21 janvier 2020 (lire en ligne, consulté le 29 août 2020).
3. 1 2  (en) Debbie Ging, « Alphas, Betas, and Incels: Theorizing the Masculinities of the Manosphere: », Men and Masculinities,‎ 10 mai 2017 (DOI 10.1177/1097184X17706401, lire en ligne, consulté le 29 août 2020).
4. ↑  (en) Shawn P. Van Valkenburgh, « Digesting the Red Pill: Masculinity and Neoliberalism in the Manosphere: », Men and Masculinities,‎ 4 décembre 2018 (DOI 10.1177/1097184X18816118, lire en ligne, consulté le 29 août 2020).
5. ↑  (en) Callum Jones, Verity Trott et Scott Wright, « Sluts and soyboys: MGTOW and the production of misogynistic online harassment: », New Media & Society,‎ 8 novembre 2019 (DOI 10.1177/1461444819887141, lire en ligne, consulté le 29 août 2020).

### Sources de presse
1. ↑  « MGTOW, incels, tueurs de masse : ces hommes qui haïssent les femmes », sur moustique.be, 6 décembre 2019 (consulté le 9 novembre 2021).
2. ↑  (en-US) C. Brian Smith, « The Straight Men Who Want Nothing to Do With Women », sur MEL Magazine, 28 septembre 2016 (consulté le 29 août 2020).
3. 1 2 3 4  (en-GB) George Harrison, « These men hate women so much they’ve sworn off sex and refuse to speak to them: Meet the 'Men Going Their Own Way' », sur The Sun, 7 juin 2018 (consulté le 7 septembre 2020).
4. 1 2 3 4 5 6 7 8 9 10  Mack Lamoureux, « Le groupe d’antiféministes qui a banni les femmes de sa vie », sur Vice, 30 septembre 2015 (consulté le 11 janvier 2020).
5. 1 2 3 4 5  Louis Chahuneau, « Immersion chez les Mgtow, ces hommes qui veulent faire sécession avec les femmes », sur Slate.fr, 12 mai 2020 (consulté le 12 mai 2020).
6. 1 2 3 4  « Les MGTOW ou la haine des femmes poussée à son comble », sur Slate.fr, 29 septembre 2016 (consulté le 11 janvier 2020).
7. ↑  (en-US) « The Straight Men Who Want Nothing to Do With Women », sur MEL Magazine, 28 septembre 2016 (consulté le 29 août 2020).
8. 1 2 3 4  (en) « The men who have sworn never to sleep with women again », sur The Independent, 27 septembre 2016 (consulté le 11 janvier 2020).
9. ↑  Marc-André Sabourin, « Voyage au cœur de la manosphère », sur L’actualité (consulté le 11 janvier 2020).
10. ↑  « MGTOW, ces hommes qui détestent les femmes », 24Heures,‎ 28 juin 2017 (ISSN 1424-4039, lire en ligne, consulté le 11 janvier 2020).
11. ↑  « La nébuleuse masculiniste », sur LExpress.fr, 17 juin 2018 (consulté le 11 janvier 2020).
12. ↑  (en) Justin Caffier, « Here Are Reddit’s Whiniest, Most Low-Key Toxic Subreddits », sur Vice, 12 septembre 2017 (consulté le 11 janvier 2020).
13. ↑  (en) Palash Krishna Mehrotra, « Why people don't want to make babies anymore (except Indians) », sur www.dailyo.in, 9 octobre 2016 (consulté le 29 août 2020).
14. ↑  (en-GB) Martin Daubney, « George Lawlor's story shows how universities have become hostile towards men », sur The Telegraph, 24 novembre 2015 (consulté le 29 août 2020).
15. ↑  Le Point magazine, « Les plumés du divorce », sur Le Point, 20 septembre 2012 (consulté le 17 août 2022)
16. ↑  Alice Huot, « Une étude montre que sur Internet, les masculinistes sont de plus en plus misogynes et violents », sur L'ADN, 19 février 2020 (consulté le 29 août 2020).
17. 1 2  (de-CH) « Haben Sie als Mann den Frauen abgeschworen? », sur 20 Minutes, 15 décembre 2017 (consulté le 29 août 2020).
18. ↑  (pt-BR) BBC, « 'Por que confraternizar com o inimigo?' Os homens que evitam se relacionar com mulheres », sur Grupo Globo, 29 novembre 2016 (consulté le 29 août 2020).
19. 1 2  (en-US) « Balls to all that », The Economist,‎ 16 juin 2016 (ISSN 0013-0613, lire en ligne, consulté le 29 août 2020).
20. ↑  (en) Martin Daubney, « Meet the men giving up on women », sur www.thesundaytimes.co.uk, 15 novembre 2015 (consulté le 30 décembre 2015) : « As a result of these views, such men are making what they see as logical, factual and cost-benefit-based decisions about women, dating and sex – and their brutally stark conclusion is that it's simply not worth the risk, expense or effort ».
21. ↑  (en) Kay Hymowitz, « Why Are Men So Angry? », sur The Daily Beast, 27 février 2011 (consulté le 30 décembre 2015).
22. ↑  (en) Dylan Love, « Inside Red Pill, The Weird New Cult For Men Who Don't Understand Women », Business Insider,‎ 15 septembre 2013 (lire en ligne, consulté le 4 janvier 2016) :« A fully-realized MGTOW (there are levels to it) is someone who shuns all relationships with women, short-term, long-term, romantic, and otherwise. He eventually shuns society as a whole ».
23. ↑  (en) Corrine Barraclough, « Teenage boys joining ‘Men Going Their Own Way’ », sur News.com.au, 28 mars 2017 (consulté le 29 août 2020).
24. ↑  (it) « Finalmente soli », La Repubblica,‎ 12 janvier 2016 (lire en ligne, consulté le 8 février 2016) :« « "Dentro c'è di tutto: “erbivori” (nel senso di per nulla carnali) stile giapponese, … » (Traduction : "Parmi [les MGTOW] on trouve de tout : "herbivores" (au sens d'"aucune relation charnelle") du type japonais...") ».
25. ↑  (lt) « Moterų minčių apie "tikrus vyrus" forumuose prisiskaitęs vaikinas: vyrai, susimąstykite », Delfi,‎ 12 octobre 2015 (lire en ligne, consulté le 13 janvier 2016).
26. ↑  Pauline Ferrari, « Être un homme, un vrai : lexique de la néo-masculinité en ligne », sur Usbek & Rica, 20 décembre 2019 (consulté le 29 août 2020).
27. ↑  (en-US) David Futrelle, « Inside the Dangerous Convergence of Men’s-Rights Activists and the Alt-Right », sur The Cut, 31 mars 2017 (consulté le 29 août 2020).
28. ↑  (en-CA) Leah Morrigan, « The Fear of Being Alone Has Ruined Modern Dating », sur HuffPost Canada, 9 juin 2015 (consulté le 29 août 2020).
29. 1 2  (en-CA) Jonathan Forani, « 'A way for men to come together': Men Going Their Own Way just want to be left alone | Metro News » [archive du 14 mars 2018], sur metronews.ca, 3 octobre 2017 (consulté le 29 août 2020).

### Autres sources
1. ↑  Aude Lorriaux, « Les MGTOW ou la haine des femmes poussée à son comble », sur Slate.fr, 29 septembre 2016 (consulté le 15 décembre 2024)
2. ↑  (en-US) « Male Supremacy », sur Southern Poverty Law Center (consulté le 29 août 2020).
3. ↑  (en-US) Eviane Leidig, « Why Terrorism Studies Miss the Mark When It Comes To Incels », International Center for Counter-Terrorism, 31 août 2021 (consulté le 13 septembre 2021).
4. ↑  Josef Schovanec, Nos intelligences multiples, éditions de l'Observatoire, 4 avril 2018 (ISBN 979-1032900963), p. 170.
5. ↑  (en-US) Mikael Thalen, « Reddit bans notorious anti-feminist subreddit 'Men Going Their Own Way' », sur The Daily Dot, 3 août 2021 (consulté le 13 janvier 2025)